# Cònsol (diplomàcia)
El cònsol és el representant d'un estat en una ciutat estrangera per protegir els interessos de les persones i de l'estat que el designa. L'oficina consular de rang més alt és el consolat general, ubicat normalment en una ciutat de considerable importància comercial, i a càrrec d'un cònsol general. Segons la Convenció de Viena sobre relacions consulars de 1963, existeixen també els càrrecs de cònsol general adjunt, cònsol i cònsol honorari.

## Història
El cònsol era el magistrat suprem de la República de Roma. El càrrec era anual i col·legiat, amb dos cònsols cada any. Els estava encomanada la direcció de l'estat i, especialment, de l'exèrcit en campanya. Eren magistrats amb imperium (poder executiu) i magistrats epònims, és a dir, donaven nom a l'any.
Els primers cònsols foren establerts pels estats mercantils italians als segles xii i xiii, i sovint foren coneguts com a batlles (italià bailo). El primer cònsol fou enviat per Venècia a Egipte el 1238 amb l'encàrrec de protegir els seus nacionals i regular els conflictes entre comerciants. Els genovesos van posar els seus territoris a Crimea, nominalment territori de sobirania de l'Horda d'Or, sota cònsols a partir del 1266 El terme va ser recuperat per la República de Gènova, que el va atorgar a diversos funcionaris estatals, entre ells funcionaris estacionats a diversos ports mediterranis, el paper dels quals incloïa funcions similars a les del cònsol modern, com ajudar els comerciants i marins genovesos en dificultats amb les autoritats locals.
El Consolat de Mar va ser l'organisme del dret marítim català i d'altres zones a la vora del mar de la Corona d'Aragó, per tractar les qüestions marítimes i comercials i exercir-hi la jurisdicció penal. La competència l'exerceixen dos cònsols de mar i un jutge d'apel·lació, amb independència del govern establert. Aquest Consolat de Mar evoluciona com a codi jurídic i té les seves arrels en el tribunal de la Carta Consular de Barcelona (1258), que té la base en els costums marítims i de comerç tradicionals de Barcelona.
El Consulado de mercaderes va ser el gremi de comerciants de Sevilla fundat el 1543 que gaudia de virtuals drets de monopoli sobre les mercaderies enviades a Amèrica, amb una flota regular i estretament controlada de les Antilles, i manejava gran part de la plata que generava aquest comerç.
A partir del segle xiv i sobretot al xv, quan l'Imperi Otomà va acabar la conquesta de l'Imperi Romà d'Orient i del Soldanat Mameluc, i van passar de ser missions comercials a financeres. Els ambaixadors occidentals a Constantinoble foren complementats amb cònsols a altres ciutats. El 1528 França va ser autoritzada a enviar un cònsol a Alexandria, a Egipte, ja possessió otomana. Aquest dret es va estendre per tractat a altres ciutats el 1535; es van obrir consolats a la costa de Llevant; el 1557 un consolat francès es va obrir a Alep. Drets similars els va rebre Anglaterra el 1580, entre 1606 i 1615 l'emperador d'Alemanya, i en els anys següents Venècia, Països Baixos i Suècia. Rússia no va gaudir del dret fins al 1774.
Quan Napoleó Bonaparte va fer el cop d'estat del 18 de brumari en 1799, la República francesa va adoptar una constitució que establia el Consolat francès i conferia poders executius a tres cònsols, elegits per un període de deu anys. En realitat, el primer cònsol, Bonaparte, va dominar els seus dos col·legues i va exercir el poder suprem, convertint-se en cònsol vitalici el 1802 i, finalment emperador el 1804.